# Hệ thống X Window

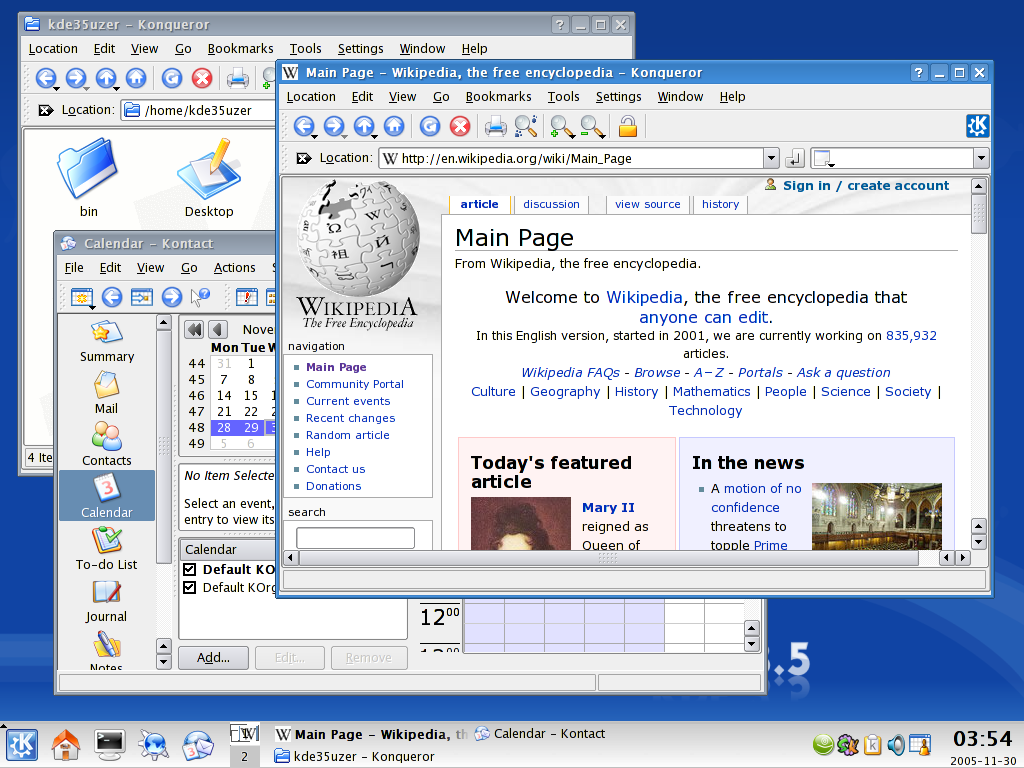
KDE 3.5

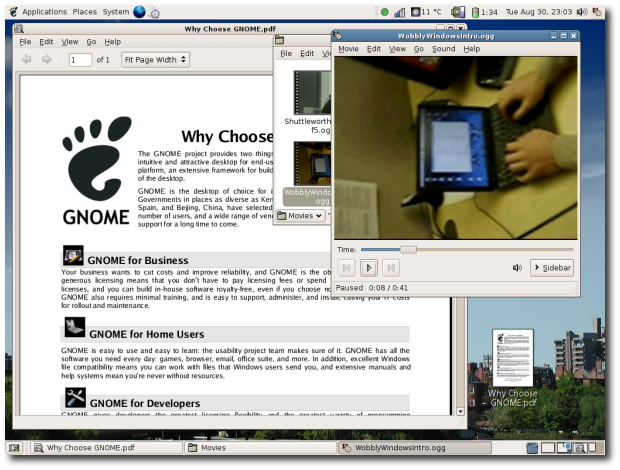
GNOME 2.12.0

Trong khoa học máy tính, Hệ thống X Window (còn được gọi tắt là X11 hay X) là một windowing system dùng để hiển thị đồ họa bitmap. Nó cung ứng một bộ các công cụ và giao thức cho phép người dùng xây dựng các giao diện đồ họa (GUI) trong hệ điều hành Unix, Tương tự Unix, và OpenVMS.
X originated as part ofat Massachusetts Institute of Technology (MIT) in 1984. 
X cung cấp khuôn khổ cơ bản cho một môi trường GUI: vẽ và dịch chuyển các cửa sổ trên màn hình, tương tác với chuột và bàn phím. X không quy định giao diện người dùng - các trình khách làm việc này. Do vậy, kiểu cách biểu thị trên màn hình của các môi trường X rất đa dạng. Các chương trình khác nhau có thể trình bày các giao diện rất khác nhau.
Các tính năng xuyên dụng mạng của X bao gồm: máy tính nơi mà các chương trình ứng dụng (trình khách) đang chạy có thể khác với máy tính tại chỗ của người dùng (trình phục vụ với nhiệm vụ hiển thị). Cách sử dụng thuật ngữ "trình khách" (client) và "trình phục vụ" (server) của X ngược với cách nghĩ thông thường của nhiều người. X quan niệm "trình phục vụ" là phần hiển thị địa phương của người dùng (trình phục vụ việc hiển thị), chứ không phải nói đến một máy tính ở xa.
X bắt nguồn từ Project Athena tại MIT vào năm 1984. Giao thức X đã ở phiên bản 11 (do đó có tên là "X11") kể từ tháng 9 năm 1987. Tổ chức X.Org Foundation dẫn đầu dự án X, với phiên bản tham chiếu hiện tại, X.Org Server, có sẵn dưới dạng phần mềm tự do nguồn mở theo Giấy phép MIT và các giấy phép tương tự. 

## Mô hình khách-phục vụ và tính năng xuyên dụng mạng
X sử dụng mô hình client-server: một trình phục vụ X có thể liên lạc với nhiều trình khách khác nhau. Trình phục vụ (hay trình chủ) thu nhận các yêu cầu xuất hiển thị đồ họa (các cửa sổ) và hồi âm thông tin vào của người dùng (từ bàn phím, chuột, hay màn hình cảm ứng (touchscreen)). Trình phục vụ có thể đóng một trong các vai trò sau:
- là một trình ứng dụng hiển thị trên một cửa sổ của một hệ thống hiển thị khác.
- là một chương trình hệ thống (system program) điều khiển việc phát hình của một máy tính cá nhân.
- là một phần cứng chuyên dụng.

Với thuật ngữ "khách-phục vụ" (client-server) được dùng ở đây phải hiểu theo cách – thiết bị đầu cuối của người dùng là "trình phục vụ", còn các ứng dụng từ xa lại là "trình khách" – quan niệm này thường gây sự khó hiểu cho những người mới dùng X, vì các từ có vẻ như bị đảo ngược. X chọn chỗ đứng của mình từ góc độ của chương trình ứng dụng, hơn là từ góc độ của người dùng, hay từ góc độ của phần cứng. Phần hiển thị địa phương của X cung cấp các dịch vụ hiển thị cho chương trình ứng dụng, và vì vậy nó hành động như một trình phục vụ. Bất cứ một chương trình ứng dụng từ xa nào dùng các dịch vụ này của nó, sẽ hành xử như một trình khách.

Trong thí dụ này, trình phục vụ X nhận dữ liệu từ bàn phím và chuột, hiển thị lên một màn hình. Một trình duyệt Web và một chương trình mô phỏng thiết bị đầu cuối (terminal emulator) chạy trên máy trạm của người dùng, và một bộ cập nhật hệ thống chạy trên một trình phục vụ ở xa nhưng được điều phối từ máy của người dùng. Nên lưu ý rằng trình ứng dụng ở xa hoạt động như thể nó được chạy tại máy ở địa phương.

Giao thức truyền thông giữa trình phục vụ và trình khách vận hành với tính năng xuyên dụng mạng: trình phục vụ và trình khách có thể cùng hoạt động trên cùng một máy tính hoặc trên các máy tính khác nhau với các kiến trúc và hệ điều hành có thể khác nhau. Nhưng trong trường hợp nào chúng cũng vận hành như nhau. Trình phục vụ và trình khách thậm chí còn có thể liên lạc với nhau một cách bảo mật qua Internet bằng cách dùng giao thức đường hầm (tunneling) cho kết nối qua một phiên mạng (network session) được mã hóa.
Để khởi động một trình khách từ xa hiển thị tại một trình phục vụ địa phương, thông thường, người dùng sẽ mở một cửa sổ đầu cuối và dùng telnet hay ssh để kết nối với máy tính ở xa, ra lệnh cho nó hiển thị tại máy của người dùng (ví dụ, gọi câu lệnh export DISPLAY[máy của người dùng]:0 trên màn hình của máy từ xa - máy đang chạy trình bao BASH), sau đó, khởi động trình khách (ở máy tính từ xa). Trình khách khi đó sẽ kết nối với trình phục vụ tại máy địa phương và trình ứng dụng từ xa sẽ hiển thị tại máy địa phương, tiếp nhận dữ liệu vào thu được từ các thiết bị nhập dữ liệu tại địa phương. Một cách khác là, máy địa phương có thể chạy một chương trình giúp đỡ nhỏ để nối tới một máy từ xa và khởi động ứng dụng khách mà người dùng mong muốn tại đó.
Những thí dụ thực tế về các trình khách từ xa bao gồm:
- quản trị một máy từ xa bằng đồ họa
- chạy một chương trình mô phỏng đòi hỏi năng lực tính toán cao trên một máy Unix ở xa và hiển thị kết quả trên một máy tính địa phương dùng hệ điều hành Windows.
- chạy phần mềm đồ họa trên nhiều máy tính cùng một lúc, kiểm soát hoạt động của chúng bằng một màn hình duy nhất, một bàn phím, và một con chuột.

## Các nguyên lý thiết kế của X
Vào năm 1984 Bob Scheifler và Jim Gettys đặt ra các nguyên lý ban sơ của X như sau:
- Đừng thêm một chức năng mới nào trừ khi người thực hiện không thể hoàn thành một ứng dụng thật sự nếu thiếu chức năng đó.
- Việc quyết định hệ thống không phải là gì quan trọng không kém việc quyết định hệ thống là gì. Không phục vụ nhu cầu của cả thế giới, thay vào đó, tạo cho hệ thống có khả năng mở rộng được, sao cho các tính năng bổ sung về sau có thể được đáp ứng theo kiểu tương thích xuôi (tương thích với các phiên bản sau).
- Điều duy nhất tồi tệ hơn việc tổng quát hóa từ một ví dụ là tổng quát hóa không từ một ví dụ nào cả.
- Nếu không thể hiểu một vấn đề một cách trọn vẹn, thì có lẽ tốt nhất là đừng nên đưa ra một giải pháp nào hết."
- Nếu ta có một giải pháp có thể đạt được 90% hiệu ứng mong muốn cho 10% công việc, thì ta nên chọn giải pháp đơn giản hơn." (Xin xem thêm Tồi hơn nhưng tốt hơn)
- Cô lập các phức tạp một cách hết mức có thể."
- Cung cấp cơ chế chứ không cung cấp qui chế. Cụ thể, đặt các qui chế về giao diện người dùng vào tay của trình khách."

Trong thời gian thiết kế X, nguyên lý đầu tiên đã được điều chỉnh thành: Không bổ sung tính năng mới, trừ phi bạn biết một ứng dụng cụ thể nào đó sẽ đòi hỏi tính năng đó.
Từ đó trở đi, X hầu như giữ vững các nguyên lý của mình. Bản cài đặt tham khảo được phát triển với một tầm nhìn hướng tới sự mở rộng và cải thiện cài đặt, trong khi vẫn gần như hoàn toàn tương thích với giao thức nguyên thủy từ năm 1987.

## Giao diện người dùng
X cố ý không chứa đặc tả về giao diện người dùng của ứng dụng, chẳng hạn các nút (button), trình đơn (menu), thanh tên cửa sổ (window title bar). Thay vào đó, các chi tiết được cung cấp/xác định bởi các phần mềm người dùng, chẳng hạn các chương trình quản lý cửa sổ (window manager), các bộ công cụ điều khiển giao diện đồ họa (GUI widget toolkit) và các môi trường mặt bàn (desktop environment), hoặc các giao diện đồ họa đặc thù của chương trình ứng dụng, như phần mềm tính hóa đơn bán hàng thường thấy trong siêu thị hay các cửa hiệu lớn. Chính vì vậy mà trong những năm qua, giao diện đặc thù của X đã biến đổi rất nhiều.
Chương trình quản lý cửa sổ là điều hành sự bố trí và hình thức của các cửa sổ ứng dụng. Nó có thể có giao diện gần giống giao diện tương ứng của Microsoft Windows, hoặc của Macintosh (ví dụ Kwin trong KDE và Metacity trong GNOME), hoặc có thể có giao diện khác hẳn, chẳng hạn quản lý cửa sổ theo kiểu lát gạch (tiling window manager). Trình quản lý cửa sổ có thể là một phần mềm rất cơ bản chỉ bao gồm những bộ phận chủ chốt (ví dụ như twn - bộ quản lý cửa sổ cơ bản được cung cấp kèm theo X) hoặc là một phần mềm cung cấp nhiều chức năng gần như một môi trường mặt bàn toàn phần (thí dụ Enlightenment).
Rất nhiều người dùng sử dụng X với môi trường mặt bàn toàn phần, trong đó bao gồm một trình quản lý cửa sổ, nhiều chương trình ứng dụng khác nhau và một giao diện nhất quán. GNOME và KDE là những môi trường mặt bàn được nhiều người ưa chuộng. Môi trường chuẩn Unix là Môi trường mặt bàn chung (Common Desktop Environment - viết tắt là CDE).
Tổ chức freedesktop.org (The freedesktop.org initiative) đã đề xuất khả năng tương tác giữa các giao diện mặt bàn và những thành phần phần mềm cần thiết cho một giao diện mặt bàn X có khả năng cạnh tranh cao.

## Chương trình quản lý cho X
Xem thêm bài chi tiết Chương trình quản lý X
Số lượng chương trình quản lý cho X có rất nhiều hầu hết đều là miễn phí hay tự do. Trong số đó hai chương trình được nhiều người yêu thích và sử dụng nhất (chiếm trên 90% thị phần của các trình quản lý cho X) đó là GNOME và KDE.

### GNOME và KDE
Hai đối tượng này đều có đầy đủ các tính năng mặt mạnh và yếu:
KDE:
xem thêm bài chi tiết về KDE
- Nguyên thủy là lối chơi chữ từ "Kool Desktop Environment" (chữ Kool là chữ lóng đồng âm với chữ "cool" tức là "Môi trường Mặt bàn ngầu"). KDE ra đời từ 1996 bởi Matthias Ettrich.
- Được xây dựng bằng ngôn ngữ C++
- Giao diện đồ họa dựa trên bộ công cụ Qt của Trolltech. Chính do, Qt ban đầu không phải là nguồn mở đã gây ra nhiều vấn đề tranh cãi. Mặc dù sau đó, "Qt" đã được Trolltech mở rộng một giấy phép nguồn mở đặc biệt cho "Qt" nhưng sự việc cũng đã trễ, GNOME đã ra đời và trở thành đối thủ cạnh tranh quan trọng nhất.
- KDE thực tế có nhiều ứng dụng hơn là GNOME, tuy vậy, chất lượng phần mềm không chắc hơn được các ứng dụng của GNOME.

GNOME:
xem thêm bài chi tiết về GNOME
- Đề án khởi động từ năm 1997 Miguel de Icaza and Federico Mena, để giải quyết tình trạng KDE đã sử dụng một chương trình nguồn kín để phát triển phần mềm thay vì chương trình lấy từ nguồn mở.
- Mã nguồn dựa trên OOP thời kỳ đầu, nên các chương trình thư viện vẫn còn dùng ngôn ngữ C thay vì C++
- Rất nhiều thành phần cơ bản của GNOME phát triển từ công cụ GIMP
- Các thành phần phát triển trên cơ sở kiến trúc CORBA

Hiện nay, hầu hết các hệ điều hành Linux mở đều cho phép người dùng lựa chọn giữa hai trình quản lý này
Xem thêm lịch sử cạnh tranh giữa hai phần mềm này từ trang GNOME vs KDE – the history.

### Một số chương trình quản lý X khác
Phần này chỉ giới thiệu một số trình quản lý X nào có giấy phép theo hình thức mở và còn sử dụng bởi nhiều người.
- IceWM: Tập trung trong mục tiêu cung ứng một chương trình quản lý X nhỏ gọn nhanh và linh hoạt. Ứng dụng chính của nó thường được dùng trong các thiết bị khởi động được vì nó chiếm chỗ rất ít. Trang Web tìm thấy ở IceWM. Giấy phép LGPL
- Fvwm phát triển bởi Robert Nation, là trình quản lý đầu tiên thỏa mãn tiêu chuẩn ICCCM. Nó được tạo ra nhằm giảm tối thiểu việc sử dụng bộ nhớ, cung ứng khả năng hiển thị 3-chiều và một mặt bàn ảo đơn giản. Trang Web tại Fvmwm. Giấy phép GPL
- Ctwm phát triển bởi Claude Lecommandeur, là một mở rộng của twm, nó có thể cung ứng đồng thời đến 32 màn hình ảo có thể có cấu hình riêng biệt, gọi là "workspace" (không gian làm việc). Người dùng có thể chuyển đổi không gian làm việc rất dễ dàng. Trang Web tại: Ctwm Lưu trữ ngày 20 tháng 2 năm 2008 tại Wayback Machine. Giấy phép BSD
- AfterStep dựa trên Fvwm, nhưng thiết kế để tạo cảm giác như là giao diện của NEXTSTEP. Trang Web tại AfterStep. Giấy phép GPL
- Window Maker do Alfredo Kojima, cũng để mô phỏng giao diện của NeXT, như AfterStep, nhưng với một cách tiếp cận hoàn thiện hơn. Trang Web Window Maker. Giấy phép GPL.
- Scwm (từ chữ "Scheme Constraints Window Manager"). Đây là trình quản lý X động và mở rộng được, đây cũng là công cụ văn lệnh cho hệ thống X window. Trang Web tại Scwm. Giấy phép GPL

## Các cài đặt

X11.app hoạt động ở chế độ phi nguồn trên hệ điều hành Mac OS X. Màn hình cho thấy GIMP đang chạy trong hệ thống cửa sổ X.

Cài đặt tham khảo của X.org được coi là cài đặt chuẩn mực của X. Do việc cấp giấy phép tự do, nhiều biến thể của nó đã xuất hiện, một số tự do và một số có bản quyền. Các nhà cung cấp UNIX thương mại có xu hướng lấy cài đặt tham khảo và chỉnh sửa nó để thích hợp với phần cứng, họ thường biến đổi nó theo tùy thích ở mức độ cao và bổ sung vào đó những phần mở rộng độc quyền của mình.
Cho đến năm 2004, XFree86 cung cấp biến thể phổ biến nhất của X dùng trong các hệ thống với hệ điều hành tựa-UNIX miễn phí. XFree86 khởi đầu là phần mềm chuyển mã (port) của X cho các máy PC tương thích 386 (386-compatible PC), song đến cuối thập niên kỷ 1990, nó trở thành nguồn cải tiến kỹ thuật lớn nhất của X và là vị quản lý "de facto" của việc phát triển X Lưu trữ ngày 7 tháng 9 năm 2005 tại Wayback Machine. Tuy vậy, từ năm 2004 đến nay, cài đặt tham khảo của X.Org, một phân nhánh của XFree86, đã chiếm ưu thế.

Cygwin/X hoạt động ở chế độ phi nguồn trên hệ điều hành Windows XP của Microsoft. Màn hình cho thấy các chương trình ứng dụng của X (như xeyes, xclock, xterm), cùng tồn tại với các ứng dụng riêng của Windows (Lịch chỉ ngày tháng, Máy tính) trên một màn hình

Trong khi những người hâm mộ máy tính thường chỉ xem X như là một phần của Unix, trên thực tế, các trình phục vụ X còn được cung cấp sẵn trong các môi trường đồ họa khác. Hệ điều hành OpenVMS của Hewlett-Packard kèm một phiên bản của X với CDE - còn được gọi là DECwindows - làm môi trường mặt bàn chuẩn của nó. Hệ điều hành Mac OS X phiên bản 10.3 của Apple (còn gọi là Panther - con báo đen), và những phiên bản tiếp theo của nó, đều có kèm các trình ứng dụng X11.app được xây dựng trên nền của XFree86 4.3 và X11R6.6, với sự tích hợp tốt hơn với hệ điều hành Mac OS X. MacX là một trong các trình phục vụ X do các công ty bên ngoài xây dựng cho hệ điều hành Macintosh System phiên bản 7, 8 và 9.
Bản thân Microsoft Windows không hỗ trợ X, song có nhiều bản cài đặt do các hãng khác phát triển, dưới dạng tự do như Cygwin/X, Xming, WeirdMind và WeirdX, hoặc dưới dạng sản phẩm độc quyền như Xmanager, WiredX, Exceed và X-Win32. Chúng thường được dùng để điều khiển các trình khách ở xa của X.
Khi chạy X trong một hệ thống cửa sổ (hệ thống chủ) khác (chẳng hạn Microsoft Windows hay Mac OS), hệ thống X thường chạy trong chế độ "phi nguồn", có nghĩa là môi trường cửa sổ bản địa quản lý cửa sổ nguồn (hình nền và các trình đơn liên quan) và đồng thời quản lý các yếu tố hình học của cửa sổ X đang chạy, tuy một số trình phục vụ (chẳng hạn Exceed) còn có thể tạo cho trình khách ở xa một cửa sổ nguồn để hiển thị tại đó, cửa sổ này là một cửa sổ riêng biệt nằm trong hệ thống chủ.

### Thiết bị đầu cuối X
Một thiết bị đầu cuối X (X terminal) bao gồm một phần cứng chuyên dụng chạy một trình phục vụ X dưới dạng thin client. Kiến trúc này đã trở nên phổ biến cho việc xây dựng các khu thiết bị cuối giá rẻ cho nhiều người dùng cùng sử dụng một máy chủ cỡ lớn. Công dụng này rất hợp với chủ ý ban đầu của dự án MIT.
Các thiết bị đầu cuối X có thể thăm dò mạng (broastcast domain địa phương) bằng giao thức XDMCP (X Display Manager Control Protocol - giao thức điều khiển quản lý hiển thị X) để tạo một danh sách những máy chủ hiện có thể chạy trình khách từ đó. Máy chủ khởi đầu cần chạy chương trình quản lý hiển thị X.
Các thiết bị đầu cuối X chuyên dụng (phần cứng) càng ngày càng trở nên ít phổ biến. Một PC với một trình phục vụ X thường cung cấp các chức năng tương tự nhưng với giá thành thấp hơn.

## Các hạn chế và các phê phán
Cuốn "UNIX-HATERS Handbook" (Sổ tay những người ghét UNIX) đã dành toàn bộ chương "Thảm họa X Windows - The X-Windows Disaster" để nói về các vấn đề của X vào thời kỳ cuối thập niên 1980 đầu thập niên 1990. Cuốn "Tại sao X không phải là hệ thống cửa sổ lý tưởng - Why X Is Not Our Ideal Window System" (1990) của Gajewska, Manasse và McCormack đã miêu tả chi tiết những trục trặc trong giao thức kèm theo các đề nghị cải tiến.

### Thiết bị phần cứng Video
Giới hạn hiệu năng làm việc của đồ họa máy tính hiện nay nằm chủ yếu trong các hàm xử lý đồ họa cao cấp. Các nhà cung cấp thường cài đặt các hàm xử lý đồ họa này trong các phần mềm điều vận độc quyền của mình (proprietary drivers), và họ thường viết cho hệ điều hành Windows trước (vì nó chiếm thị phần cao nhất). XFree86 và X.org Server đã thực hiện kỹ nghệ ngược (reverse engineering) đối với các bộ điều vận phần mềm (sofware drivers) cho nhiều card đồ họa cổ hơn. Tuy nhiên, khi thị trường đồ họa cung cấp các sản phẩm thuộc loại "đỉnh cao kỹ thuật" (state-of-the-art), nhiều nhà cung cấp coi các chi tiết lập trình là bí mật thương mại hay các phát minh có thể cấp bằng sáng chế mà họ không muốn tiết lộ.
Nhiều cài đặt hiện nay của X trực tiếp điều khiển phần cứng đồ họa. Một trình phục vụ hoạt động có lỗi có thể làm cho việc hiển thị trên màn hình lệch lạc đến mức độ không sử dụng được nữa, thậm chí nếu hệ điều hành ở bên dưới vẫn tiếp tục vận hành. Tình huống này có thể cần đến việc khởi động lại máy. Giao diện Hạ tầng cơ sở dựng ảnh trực tiếp (Direct Rendering Infrastructure) làm giảm nhẹ tình trạng này.

### Các tính năng giao diện người dùng
X cố tình không chứa đặc tả về giao diện người dùng hay về phần lớn các giao tiếp giữa các trình ứng dụng. Điều này dẫn tới việc một số giao diện rất khác nhau và một số ứng dụng không phải lúc nào cũng hoạt động ổn thỏa với nhau. ICCCM (Inter-Client Communication Conventions Manual - Chỉ dẫn về quy ước giao tiếp giữa các trình khách), đặc tả về sự tương hoạt giữa các trình khách, có tiếng là khó cài đặt một cách đúng đắn. Những cố gắng về tiêu chuẩn sau này như Motif hoặc CDE cũng không giúp giải quyết được vấn đề. Điều này gây chán nản cho người dùng và các lập trình viên trong một thời gian dài . Hiện nay, các lập trình viên đồ họa thường giải quyết vấn đề nhất quán về diện mạo và cảm nhận (look and feel) cũng như về giao tiếp của trình ứng dụng bằng cách lập trình cho một môi trường mặt bàn cụ thể hoặc chỉ dùng một bộ công cụ khiển tố cụ thể. Với cách này, họ còn tránh được việc phải trực tiếp đối mặt với ICCCM.
Giao thức X không cung cấp tiện ích để xử lý âm thanh, nó để cho hệ điều hành tự cung cấp các hỗ trợ cho các phần cứng xử lý âm và chơi nhạc. Do nhu cầu sử dụng âm thanh của người dùng ngày càng tăng, điều đó dẫn đến nhiều hệ thống âm thanh con không tương thích. Trước đây, hầu hết các lập trình viên cố tình lờ đi các vấn đề về mạng mà chỉ dùng các API âm thanh đặc thù của hệ điều hành tại máy địa phương. Thế hệ đầu tiên của các hệ thống âm thanh có tính khách-phục vụ gồm có rplay và NAS (Network Audio System). Những nỗ lực gần đây hơn đã tạo nên EsounD (GNOME) và ARts (KDE). Một hệ thống khác cũng đã bắt đầu được phát triển, đó là MAS (Media Application Server).
Cho đến gần đây, X chưa có một phương pháp tốt nào để giải quyết việc in ra các hiển thị trên màn hình. Nhiều trình khách của X cho in ra ở dạng PostScript hoàn toàn khác với những gì nó gửi tới trình phục vụ. Xprint xuất hiện lần đầu tiên trong X11R6.3. Phía trình khách hoạt động khá tốt, song nhiều cài đặt bên trình phục vụ thì không. Các phiên bản từ X11R6.8 trở đi đã hoạt động tốt Lưu trữ ngày 26 tháng 11 năm 2010 tại Wayback Machine và nó tiếp tục nhận được sự hỗ trợ bộ công cụ (toolkit support.).

### Mạng
Hiện nay, không ai có thể tách một trình khách X hay một phiên làm việc X ra khỏi trình phục vụ và nối nó lại với một trình phục vụ khác, như người ta có thể làm với hệ thống mạng ảo VNC (Virtual Network Computing). Người ta đã bắt đầu làm việc để bổ sung tính năng này cho X.
Ở chế độ mặc định, giao thông mạng giữa một trình phục vụ X và một trình khách X ở xa không được mã hóa. Một kẻ tấn công với một phần mềm nghe trộm gói tin (packet sniffer) có thể chặn và đọc thông tin. Hầu hết người dùng giải quyết vấn đề này bằng cách nối X ngầm (tunneling) qua SSH; vì hầu hết các cài đặt của SSH đều hỗ trợ kết nối ngầm cho các trình ứng dụng X, mặc dù, ở chế độ mặc định, tính năng này bị vô hiệu hóa.

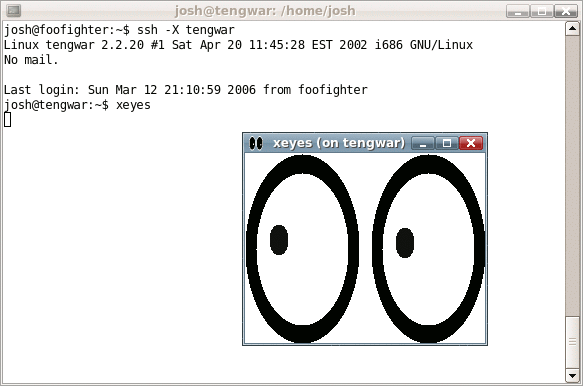
Thí dụ của việc kết nối ngầm một trình ứng dụng X11 thông qua SSH

Tính độc lập thiết bị và sự tách biệt giữa trình khách và trình phục vụ gây ra những phụ phí (overhead) về tài nguyên. Tính xuyên dụng mạng của X đòi hỏi các trình khách và trình phục vụ hoạt động biệt lập. Trước đây, ảnh hưởng này gây thiệt hại đáng kể về hiệu năng vận hành đối với các hệ thống vận hành biệt lập (standalone) khi so với những phiên bản cùng thời của Microsoft Windows hay Mac OS, đây là những hệ thống có các điều hành cửa sổ nhúng sâu bên trong hệ điều hành. Những người ủng hộ X đề xuất việc sử dụng từ 4 tới 8 MB RAM để đạt được hiệu năng hoạt động chấp nhận được; cho đến thời điểm giữa thập niên 1990, số lượng này là quá lớn và phí phạm khi so sánh với Windows và Mac OS. (Microsoft Windows phiên bản 3.0 - ra đời tháng 5 năm 1990 vẫn còn có thể chạy được trên những máy chỉ có 640KB dung lượng bộ nhớ, tuy nó đã có tính năng hỗ trợ phần mở rộng của bộ nhớ, và có thể dùng những địa chỉ bộ nhớ ngoài giới hạn 640KB. Năm 1984, máy tính Macintosh dùng giao diện đồ họa, được cài đặt chỉ có 512KB dung lượng bộ nhớ, 1/8 của 4MB, hay 1/16 của 8MB).
Các phiên bản hiện hành của Windows và Quartz của Mac OS X phân tách các hệ thống con nội bộ tương tự như sự phân chia trình khách/trình phục vụ trong X. Hiệu năng hoạt động và lượng tài nguyên sử dụng của chúng cũng tương đương với X khi chạy KDE hay GNOME. Phần lớn những phụ phí là do thời gian trễ trọn vòng (round-trip delay time) trên mạng giữa trình khách và trình phục vụ (do độ trễ mạng chứ không phải do chính giao thức). Các giải pháp tốt nhất cho vấn đề về hiệu suất hoạt động bao gồm việc chú trọng vào thiết kế của trình ứng dụng . Những quan niệm lầm tưởng thường thấy là những quan niệm cho rằng các tính năng mạng của X gây ra sự phức tạp quá mức cần thiết trong trường hợp người ta chỉ sử dụng trên một máy địa phương, và rằng năng lực liên kết mạng của X gây ảnh hưởng không mong muốn lên hiệu năng làm việc; các cài đặt hiện đại của X dùng socket địa phương và bộ nhớ chia sẻ, nên đòi hỏi rất ít phụ phí tài nguyên.

## Đối thủ cạnh tranh với X
Hầu hết các hệ thống tựa-UNIX dùng X làm phần đồ họa của mình. Tuy thế, một số người cũng đã cố gắng viết các chương trình khác để thay thế cho X. Trong lịch sử, những phần mềm đó bao gồm NeWS của Sun Microsystems - một phần mềm đã thất bại trên thị trường, và Display PostScript của NeXT - sau này trở thành Quartz của Apple dùng cho Max OS X.
Các cố gắng hiện thời, nhằm khắc phục những nhược điểm đã bị phê phán của X với ý định thay thế nó hoàn toàn, bao gồm Berlin/Fresco và Hệ thống Y window. Tuy nhiên, những phần mềm thay thế này không gây được mấy sự chú ý và nhiều nhà bình luận tỏ thái độ nghi ngờ về khả năng tồn tại của bất cứ một phần mềm thay thế nào không giữ tính tương thích ngược với các phiên bản cũ của X.
Các đối thủ cạnh tranh khác đã cố gắng tránh phụ phí của X bằng cách làm việc trực tiếp với phần cứng. Các đề án như vậy bao gồm thư viện phần mềm DirectFB và FBUI - một thư viện có dụng lượng mã rất nhỏ. Giao thức DRI (Direct Rendering Infrastructure), 
với mục đích cung cấp một giao diện đáng tin cậy tại mức nhân của hệ điều hành 
(kernel-level) với vùng đệm khung (framebuffer), có thể biến các cố gắng này trở nên thừa.
Các phương pháp khác được sử dụng nhằm đạt được tính xuyên dụng mạng cho các dịch vụ đồ họa bao gồm:
- SVG Terminal, một giao thức dùng để cập nhật nội dung của SVG trong trình duyệt với hiệu quả gần như đạt được chế độ thời gian thực.
- Virtual Network Computing: Một hệ thống nằm ở mức rất thấp, nó gửi các bitmap dạng nén qua mạng. Cài đặt của nó trong Unix còn kèm theo một trình phục vụ X.
- Citrix MetaFrame: Một sản phẩm "tựa-X" dành cho Microsoft Windows.
- Tarantella: Cung cấp một trình khách Java để dùng trong các trình duyệt Web.
- NX technology: Một giao thức tiết kiệm băng thông đối với việc hiển thị từ xa.

## Lịch sử

### Các phần mềm tiền bối của X
Trước khi X ra đời, nhiều hệ thống hiển thị đồ họa bitmap đã tồn tại, chẳng hạn như Alto (1973) và Star (1981) của hãng Xerox, Lisa (1983) và Macintosh (1984) của hãng Apple. Trong thế giới Unix thì có Andrew Project (1982) và thiết bị đầu cuối Blit của Rob Pike (1984).
X lấy tên của mình là phần mềm kế tục của một hệ thống cửa sổ đã có từ trước năm 1983 gọi là W (trong bảng ký tự Latin, chữ X đứng ngay sau chữ W). Hệ thống W window (W Window System) hoạt động dưới hệ điều hành V.

### MIT X Consortium và tập đoàn X Consortium

CDE trên UNIX (Solaris 8)

DECwindows CDE trên OpenVMS 7.3-1